# Szwajcaria na World Games 2017
Szwajcaria na World Games 2017 reprezentowana była przez 89 sportowców. Zawodnicy łącznie zdobyli 14 medali: 3 złote, 8 srebrnych i 3 brązowe. W końcowej klasyfikacji uplasowała się na 16. miejscu.  

## Medaliści

### Złoto
| Zawodnik        | Konkurencja        | Kategoria         |
| --------------- | ------------------ | ----------------- |
| Matthias Kyburz | Bieg na orientację | Średni dystans    |
| Ilke Bulut      | Juitsu             | 77 kg Ne-Waza     |
| Peter Erni      | Przeciąganie liny  | Mężczyźni, 700 kg |
| Erich Joller    | Przeciąganie liny  | Mężczyźni, 700 kg |
| Peter Joller    | Przeciąganie liny  | Mężczyźni, 700 kg |
| Stefan Krause   | Przeciąganie liny  | Mężczyźni, 700 kg |
| Christoph Rolli | Przeciąganie liny  | Mężczyźni, 700 kg |
| Fabian Rolli    | Przeciąganie liny  | Mężczyźni, 700 kg |
| Philipp Rolli   | Przeciąganie liny  | Mężczyźni, 700 kg |
| Vinzenz Arnold  | Przeciąganie liny  | Mężczyźni, 700 kg |

### Srebro
| Zawodnik             | Konkurencja         | Kategoria               |
| -------------------- | ------------------- | ----------------------- |
| Livio Wenger         | Wrotkarstwo szybkie | Wyścig na 10,000 metrów |
| Elena Roos           | Bieg na orientację  | Sprint                  |
| Elena Roos           | Bieg na orientację  | Mix                     |
| Sabine Hauswirth     | Bieg na orientację  |                         |
| Matthias Kyburz      | Bieg na orientację  |                         |
| Florian Howald       | Bieg na orientację  |                         |
| Bieg na orientację   | Mix                 |                         |
| Vinzenz Arnold       | Przeciąganie liny   | Mężczyźni, 640 kg       |
| Peter Erni           | Przeciąganie liny   | Mężczyźni, 640 kg       |
| Erich Joller         | Przeciąganie liny   | Mężczyźni, 640 kg       |
| Stefan Krause        | Przeciąganie liny   | Mężczyźni, 640 kg       |
| Roman Müller         | Przeciąganie liny   | Mężczyźni, 640 kg       |
| Christoph Rolli      | Przeciąganie liny   | Mężczyźni, 640 kg       |
| Fabian Rolli         | Przeciąganie liny   | Mężczyźni, 640 kg       |
| Philipp Rolli        | Przeciąganie liny   | Mężczyźni, 640 kg       |
| Beat Steinmanna      | Przeciąganie liny   | Mężczyźni, 640 kg       |
| Lukas Vogel          | Przeciąganie liny   | Mężczyźni, 640 kg       |
| Kevin Berry          | Unihokej            | Mężczyźni               |
| Nicola Bischofberger | Unihokej            | Mężczyźni               |
| Tim Braillard        | Unihokej            | Mężczyźni               |
| Patrick Eder         | Unihokej            | Mężczyźni               |
| Manuel Engel         | Unihokej            | Mężczyźni               |
| Curdin Furrer        | Unihokej            | Mężczyźni               |
| Luca Graf            | Unihokej            | Mężczyźni               |
| Dan Hartmann         | Unihokej            | Mężczyźni               |
| Matthias Hofbauer    | Unihokej            | Mężczyźni               |
| Claudio Laely        | Unihokej            | Mężczyźni               |
| Manuel Maurer        | Unihokej            | Mężczyźni               |
| Christoph Meier      | Unihokej            | Mężczyźni               |
| Patrick Mendelin     | Unihokej            | Mężczyźni               |
| Raphael Schlattinger | Fistball            | Mężczyźni               |
| Lukas Lässer         | Fistball            | Mężczyźni               |
| Ueli Rebsamen        | Fistball            | Mężczyźni               |
| Maik Müller          | Fistball            | Mężczyźni               |
| Mario Kohler         | Fistball            | Mężczyźni               |
| Marco Eymann         | Fistball            | Mężczyźni               |
| Nicolas Fehr         | Fistball            | Mężczyźni               |
| Kenneth Schoch       | Fistball            | Mężczyźni               |
| Luca Flückiger       | Fistball            | Mężczyźni               |
| Daniel de Maddalena  | Jiu Jitsu           | 85 kg Ne-Waza           |

### Brąz
| Zawodnik         | Konkurencja        | Kategoria      |
| ---------------- | ------------------ | -------------- |
| Matthias Kyburz  | Bieg na orientację | sprint         |
| Sabine Hauswirth | Bieg na orientację | Średni dystans |
| Ken Häflinger    | Hokej na rolkach   | Mężczyźni      |
| Fabien Maier     | Hokej na rolkach   | Mężczyźni      |
| Pascal Wittwer   | Hokej na rolkach   | Mężczyźni      |
| Stefan Hürlimann | Hokej na rolkach   | Mężczyźni      |
| Jean Savary      | Hokej na rolkach   | Mężczyźni      |
| Corentin Collaud | Hokej na rolkach   | Mężczyźni      |
| Daniel Steiner   | Hokej na rolkach   | Mężczyźni      |
| Alain Bahar      | Hokej na rolkach   | Mężczyźni      |
| Lukas Dietrich   | Hokej na rolkach   | Mężczyźni      |
| Stefan Tschannen | Hokej na rolkach   | Mężczyźni      |
| Dario Kummer     | Hokej na rolkach   | Mężczyźni      |
| Michael Loosli   | Hokej na rolkach   | Mężczyźni      |
| Quentin Zurych   | Hokej na rolkach   | Mężczyźni      |
| Andreas Zehnder  | Hokej na rolkach   | Mężczyźni      |

## Źródła
- Lista zawodników na stronie World Games 2017